# Uber Eats
Uber Eats este o platformă online de comandat mâncare și livrare lansat de Uber în 2014 cu sediul în San Francisco, California, Statele Unite ale Americii.

## Legături externe
- Site oficial